# Королёв, Андрей Андреевич
Андре́й Андре́евич Королёв (1911 — 1993) — советский учёный в области прокатного производства и обработки металлов давлением.

## Биография
Окончил МВТУ имени Н. Э. Баумана (1936). В 1941 году защитил кандидатскую диссертацию, в которой предложил аналитические формулы для определения удельного давления при прокатке с учетом упрочнения металла в процессе деформации.
В 1941—1945 служил в РККА.
С октября 1945 по август 1955 года работал в ЦНИИТМАШ-ЦКБММ начальником технического отдела, начальником отдела прокатки, заместителем директора по научной работе. Одновременно читал курс лекций на кафедре «Оборудование и технологии прокатки» МВТУ имени Н. Э. Баумана.
С августа 1955 года заведующий кафедрой «Механическое оборудование металлургических заводов» в МВМИ (Московский вечерний машиностроительный институт).
Доктор технических наук, профессор.
Похоронен на Кузьминском кладбище.

## Публикации
- Новые исследования деформации металла при прокатке" Машгиз, 1953
- Прокатное производство. Петр Иванович Полухин, Наум Максимович Федосов, Андрей Андреевич Королев, Юрий Михайлович Матвеев. Металлургиздат, 1961 — Всего страниц: 966
- Прокатные станы и оборудование прокатных цехов: [Учеб. пособие для металлург. спец. вузов] / А. А. Королев. 203 с. ил. 2-е изд. М. Металлургия 1981
- Механическое оборудование прокатных и трубных цехов: учеб.для вузов / Андрей Андреевич Королев. — 4-е изд.,перераб.и доп. — М. : Металлургия, 1987. — 480 с.
- Зарубежные прокатные станы [Текст] / А. А. Королев, 1958. — 355,
- Механическое оборудование прокатных цехов [Текст] : учеб. для студентов металлург. вузов и фак. / А. А. Королев, 1965. — 515 с.
- Блюминг 1000 [Текст] / сост. А. А. Королев. — М. : Машгиз, 1955. — 272 с., 4 л. черт. : ил. ; 27 см.

## Награды и премии
- Сталинская премия второй степени (1951) — за создание советского блюминга
- заслуженный деятель науки и техники РСФСР.